# Nanaloricus gwenae
Espèce
Nanaloricus gwenae est une espèce de loricifères de la famille des Nanaloricidae.

## Distribution
Cette espèce a été découverte à Fort Pierce en Floride aux États-Unis dans l'océan Atlantique Nord. 

## Publication originale
- Kristensen, Heiner & Higgins 2007 : Morphology and life cycle of a new loriciferan from the Atlantic coast of Florida with and emended diagnosis and life cycle of Nanaloricidae (Loricifera). Invertebrate Biology, vol. 126, n. 2, p. 120-137 Texte intégral.